# 巴涅雷斯
巴涅雷斯（西班牙語：Bañeres）是西班牙巴伦西亚自治区阿利坎特省的一个市镇。总面积50km2，总人口7115人（2001年），人口密度142人/km2。